# Додона
Додона (на старогръцки: Δωδώνᾱ, Dōdṓnā; Δωδώνη, Dōdṓnē; Dodona) е светилище и оракул в Епир, почитан в цяла Древна Гърция. Намира се на километър източно от Зица в близост до Янина.

## Оракул
Смята се, че оракулът на Додона е най-старият в днешна Гърция и след Делфи е най-значимият оракул на древногръцкия свят. Жриците му правели прорицания под свещен дъб, слушайки шумоленето на листата му. Херодот съобщава, че е разговарял с три жрици от Додона и че прорицателското изкуство в Додона е сходно с това в Тива в Древен Египет.

## Култове
В светилището се изпълнявал култ към Зевс и Херакъл.
Мястото било свещено за пеласгите и молосите.

## История
Омир споменава Додона в Илиада (книга XVI, ред 234) и Одисея (книга XIV, ред 327).
Около Додона в Античен Епир се формира съюз на племена – Епирската лига – по-известна като Молоска лига.
Древното селище на Додона е опожарено от римляните през 168 г. пр.н.е. Свещеният дъб е отсечен през 369 г., след което светилището запада и бива забравено.

## Археологически изследвания
Първите археологически разкопки в Додона започват през 1875 г., водени от гръцкия археолог Карапанос. Следват Сотириади, Евангелидес, Дакарис и др.